# IC 4195
IC 4195 ist ein im Sternbild  Canes Venatici am Nordsternhimmel gelegener Stern, den der Astronom Max Wolf am 21. März 1903 fälschlich als IC-Objekt  beschrieb.